# Tephrina catapasta
Tephrina catapasta är en fjärilsart som beskrevs av Reginald James West 1929.
Tephrina catapasta ingår i släktet Tephrina och familjen mätare. Inga underarter finns listade i Catalogue of Life.